# Сами Мехија
Сами Мехија (енгл. Sammy Jose Mejia; Бронкс, Њујорк, 7. фебруар 1983) је бивши доминиканско-амерички кошаркаш. Играо је на позицијама бека и крила.

## Биографија
Од 2003. до 2007. играо је на чикашком Универзитету ДеПол за екипу ДеПол блу димонса. На НБА драфту 2007. изабран је у другој рунди као укупно 57. пик од стране Детриот пистонса. Ипак, за место у тиму Пистонса није успео да се избори и отпуштен је у октобру исте године. Сениорску каријеру започео је у екипи Форт Вејн мед антса из НБА развојне лиге, али је убрзо одлучио да се опроба у европској кошарци.
У фебруару 2008. потписао је за италијанску Орландину, а сезону 2008/09. провео је у грчком клубу АЕЛ 1964. Наредне две сезоне играо је за француски Шоле у чијем дресу је 2010. године освојио два домаћа трофеја - првенство и суперкуп. Јуна 2011. прешао је у московски ЦСКА са којим је у сезони 2011/12. листи освојених трофеја придодао и руско првенство и регионалну ВТБ јунајтед лигу. Од 2012. до 2015. је био играч турског Банвита. Након тога је прешао у Тофаш у којем је остао до краја каријере 2020. године.

## Успеси

### Клупски
- Шоле:
  - Првенство Француске (1): 2009/10.
  - Суперкуп Француске (1): 2010.
- ЦСКА Москва:
  - Првенство Русије (1): 2011/12.
  - ВТБ јунајтед лига (1): 2011/12.

### Појединачни
- Идеални тим Еврокупа — прва постава (1): 2014/15. (1)
- Најкориснији играч кола Евролиге (1): 2010/11. (1)